# 이혜석
이혜석(1979년 12월 23일 ~ )은 대한민국의 희극 배우다.

## 연기 활동

### 방송
- 《개그콘서트》
  - 《고교천왕》
  - 《리플 중계석》
  - 《오성과 한음》
  - 《앗싸스쿨》
  - 《트랜스포 뭐?》
  - 《엔젤스》
  - 《부엉이》

## 같이 보기
- 김진철
- 곽범